# Barry (manzana)
Barry es el nombre de una variedad cultivar de manzano (Malus domestica).
Criado en la "New York State Agricultural Experiment Station" (Estación Experimental Agrícola del Estado de Nueva York), Geneva, EE. UU. Seleccionado en 1936 e introducido comercialmente en 1957. Las frutas son firmes y dulces con un sabor aromático.

## Historia
'Barry' es una variedad de manzana, obtención por el cruce de McIntosh x Cox's Orange Pippin en el "New York State Agricultural Experiment Station" (Estación Experimental Agrícola del Estado de Nueva York), Geneva, EE. UU. a inicios de  1900.
'Barry' se cultiva en la National Fruit Collection con el número de accesión: 1958-018 y Accession name: Barry.

## Características

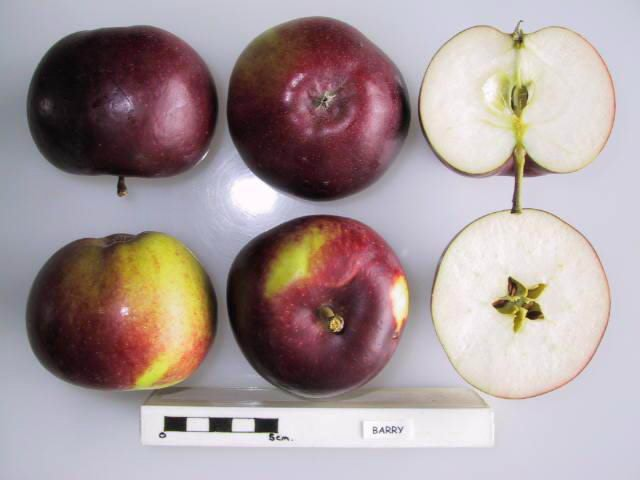
La manzana 'Barry' seccionada.

'Barry' tiene un tiempo de floración que comienza a partir del 9 de mayo con el 10% de floración, para el 13 de mayo tiene una floración completa (80%), y para el 20 de mayo tiene un 90% de caída de pétalos.
'Barry' tiene una talla de fruto mediano o grande; forma plano globosa, con una altura de 53.00mm y una anchura de 69.50mm; con nervaduras en las caras y en el cáliz; epidermis es lisa y resistente, con color de fondo verde amarillo, con sobre color marrón en una cantidad media, con sobre color patrón en chapas lavada completamente con rojo oscuro, "russeting" (pardeamiento áspero superficial que presentan algunas variedades) muy bajo; textura de la pulpa crujiente y color de la pulpa blanca verdosa, a menudo manchada de rojo al lado de la piel; de grano grueso, algo firme; los frutos tienen una carne fina y crujiente con un sabor jugoso, dulce y ligeramente aromático.
Su tiempo de recogida de cosecha se inicia a mediados de septiembre. Se usa como fruta de mesa en fresco, pero también hace sabrosos pasteles. Aguanta tres meses en cámara frigorífica.

## Ploidismo
Diploide. Auto estéril, es necesario un polinizador compatible. Grupo de polinización D, Día 14

## Susceptibilidades
- Oidio: ataque fuerte
- Sarna del manzano: ataque fuerte
- Fuego bacteriano: ataque medio[6]